# محمد حطاب
محمد حطاب هو رجل إداري وسياسي جزائري من مواليد 29 أكتوبر 1964م في ولاية بومرداس في الجزائر.

## المسار الدراسي
تخرج محمد حطاب في سنة 1989م من المدرسة العليا للإدارة في الجزائر.
وهو حاصل على شهادة ليسانس في العلوم الاقتصادية من جامعة الجزائر بتاريخ 1991م.